# Royal Flying Doctor Service of Australia

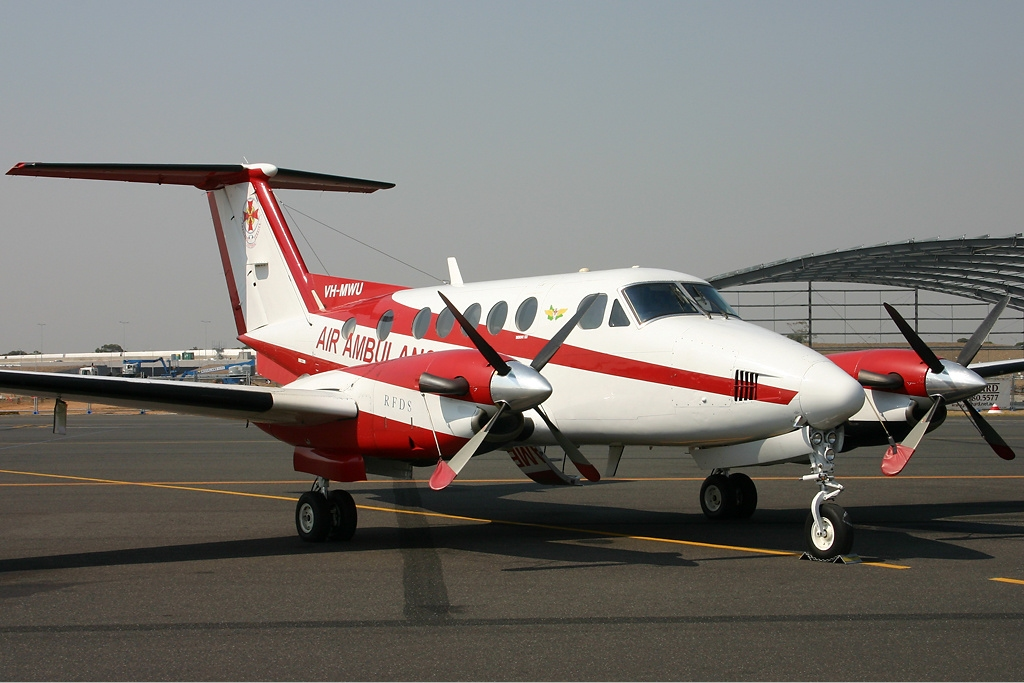
Eine Beechcraft King Air im Einsatz für den RFDS

Der Royal Flying Doctor Service of Australia (RFDS; kurz The Flying Doctors) ist eine gemeinnützige Institution, die für Menschen in den wenig besiedelten Gebieten Australiens mit Hilfe von Flugzeugen ärztliche Versorgung gewährleistet oder in vielen Fällen auch per Telefon oder Funkgerät ärztliche Ratschläge erteilt. Der Dienst arbeitet rund um die Uhr und leistet Hilfe sowohl im Notfall als auch in der allgemeinen Gesundheitspflege.

## Geschichte
Der Aerial Medical Service (AMS) wurde 1928 von John Flynn, einem Pfarrer der Presbyterianischen Kirche, gegründet. Er wollte den Missstand beheben, da es nur zwei Ärzte für das zwei Millionen Quadratkilometer große Outback gab. Bereits 1912 rief er die Australian Inland Mission ins Leben und eröffnete einige Buschkrankenhäuser. Um die gewaltigen Strecken zurücklegen zu können, setzte er, sobald die Technik zuverlässig genug war, auf Flugzeuge.
Die Entstehung des AMS ist eng mit der Entwicklung eines leicht bedienbaren und vom Stromnetz unabhängigen Funkgerätes verbunden. Dies wurde 1928 von Alfred Traeger serienreif entwickelt, wodurch auch entlegene Orte oder Farmen über eine Entfernung von 500 km mit dem AMS Kontakt aufnehmen konnten. Die Stromversorgung erfolgte über einen Pedalantrieb.
Der erste Stützpunkt des AMS nahm am 15. Mai 1928 in Cloncurry (Queensland) seinen Dienst auf. Die ersten Flüge wurden von der ebenfalls in Cloncurry operierenden Qantas organisiert, einer damaligen Outback-Fluglinie. Dies ging auf eine Freundschaft von Flynn mit Qantas-Gründer Hudson Fysh zurück. Zwei weitere Stützpunkte des AMS wurden Mitte der 30er Jahre in Charters Towers und Charleville eingerichtet. Der Stützpunkt in Alice Springs wurde 1939 auf Betreiben des Landfrauenverbandes als Anerkennung der Pionierfrauen im Outback und zur Feier ihres hundertsten Geburtstages gebaut und eröffnet. Zusammen mit den Stützpunkten in Port Augusta, Yulara und Adelaide bildet er die Zentralsektion.
1934 wurde der Australian Aerial Medical Service gegründet und es wurden Sektionen in ganz Australien eröffnet. Der Dienstleister wurde 1942 in Flying Doctor Service umbenannt. 1949 wurde Qantas, die immer noch die Flugzeuge bereitstellte, verstaatlicht und wandte sich dem internationalen Passagierfluggeschäft zu. Die staatliche Trans Australia Airlines (TAA) sowie kleine regionale Fluggesellschaften organisierten von nun an die Flüge für die medizinischen Dienste. 1955 gab die englische Krone die Zustimmung zu dem Namen Royal Flying Doctor Service. Nach und nach erhielt der Dienst seine eigenen Flugzeuge, sodass er nicht mehr auf die Bereitstellung fremder Maschinen angewiesen war. Der Stützpunkt in Cloncurry wurde 1965 nach Mount Isa verlegt.
Am 26. November 2018 übernahm Royal Flying Doctor Service of Australia ihre erste Pilatus PC-24, Royal Flying Doctor Service of Australia ist weltweit der erste Nutzer der Ambulanzflugzeugversion der PC-24 und war eng in die Entwicklung der PC-24 Ambulanzversion bei Pilatus eingebunden.
Seit 2022 verfügt der RFDS über zwei Hubschrauber vom Typ EC-145, diese werden primär für den Transport zwischen den Krankenhäusern eingesetzt.

## Organisation

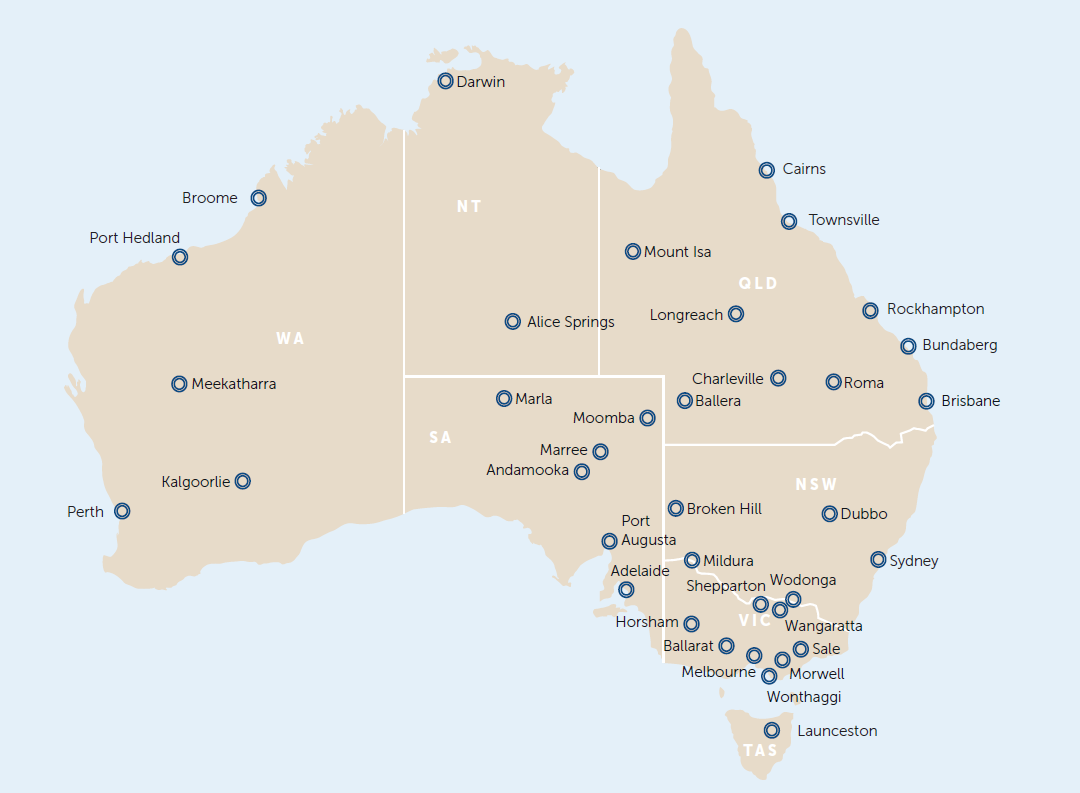
RFDS-Stützpunkte (aeromedizinischer und Straßentransport)

Der Royal Flying Doctor Service of Australia (RFDS) besteht aus sieben Gesellschaften (Royal Flying Doctor Service of Australia als nationale Dachorganisation und Central Operations, Queensland Section, South Eastern Section, Tasmania, Victoria und Western Operations als regionale Gesellschaften), die sowohl finanziell als auch operativ voneinander unabhängig agieren.
Insgesamt werden durch den RFDS 21 Flugbasen, fünf Gesundheitseinrichtungen und 10 sonstige Niederlassungen (u. a. Öffentlichkeitsarbeit und Marketing) betrieben.
Zu den einzelnen Niederlassungen gehören unter anderem folgende Standorte:
- Central Operations: Adelaide, Alice Springs, Port Augusta, Marree und Tennant Creek.
- Queensland Section: Brisbane, Bundaberg, Cairns, Charleville, Longreach, Mount Isa, Rockhampton und Townsville.
- South Eastern und Tasmania Section: Broken Hill, Dubbo, Launceston (Tasmanien), Melbourne (Essendon), sowie zwei in Sydney.
- Victoria Operations: Melbourne (Richmond), Maffra, Melbourne (Essendon), Mildura und Wangaratta.
- Western Operations: Derby, Kalgoorlie, Meekatharra, Perth und Port Hedland

## Versorgungsgebiet

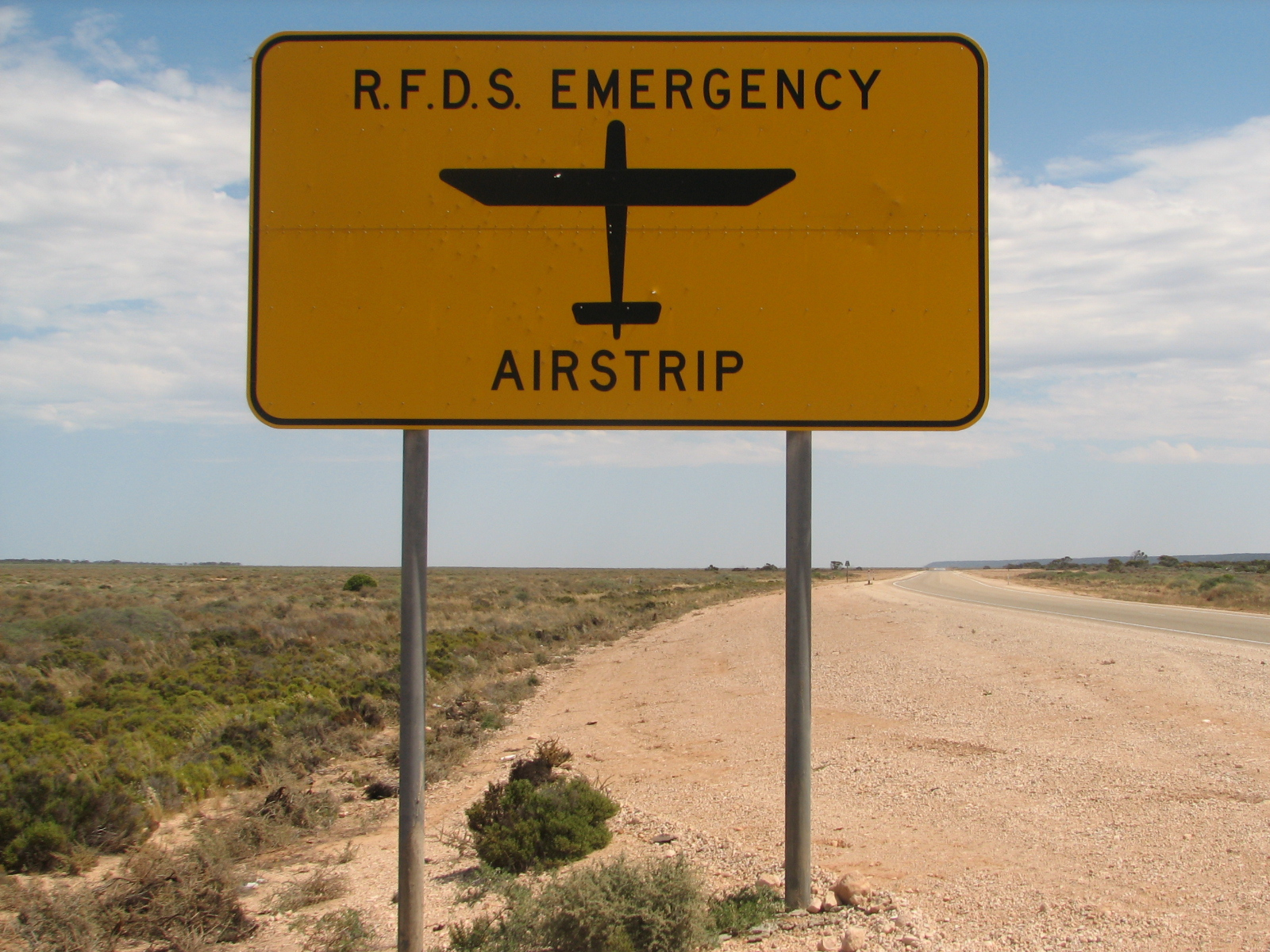
Im australischen Outback sind oftmals normale Straßen zugleich als Landebahnen für den RFDS vorgesehen

Der Royal Flying Doctor Service (RFDS) betreut nahezu alle gering besiedelten Gebiete Australiens. Insgesamt wird ein Gebiet von etwa 7,15 Millionen km² bedient, dies entspricht fast der kompletten Fläche Australiens. Allein der Stützpunkt in Alice Springs ist für ein Gebiet von 1,25 Millionen km² mit einem Radius von 600 km zuständig, in dem etwa 16.000 Menschen leben. 90 % von ihnen sind Ureinwohner. Der RFDS kann innerhalb von zwei Stunden jede Person in Australien erreichen und versorgen.

## Stützpunkt Alice Springs

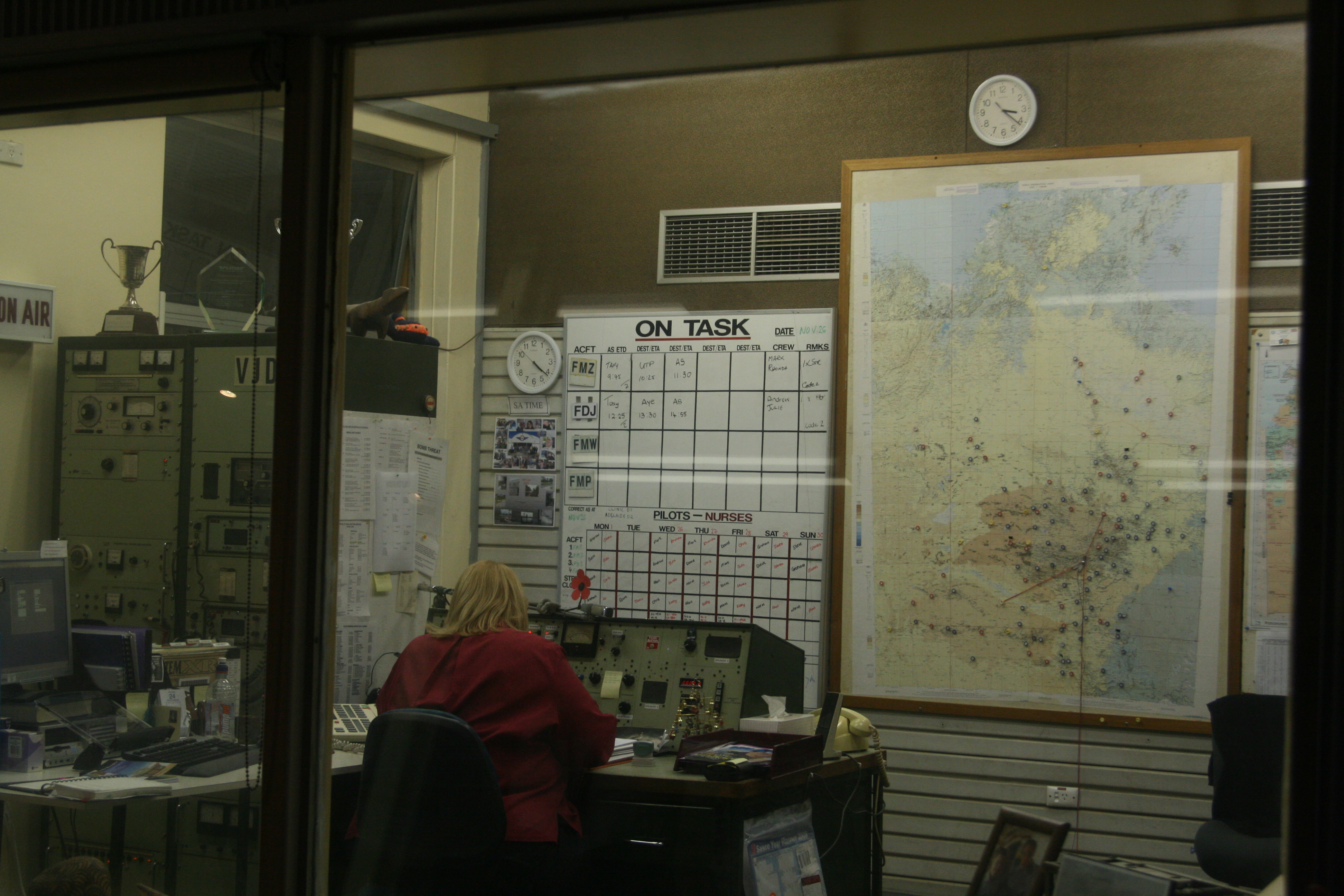
Funkleitstelle im Stützpunkt Alice Springs

Der Stützpunkt in Alice Springs ist die bekannteste Station. Da er besichtigt werden kann, ist er bei Touristen sehr beliebt. Oftmals wird er als Zentrale des RFDS wahrgenommen, was allerdings nicht zutrifft. Tatsächlich ist er heute nur noch werktags von 07:30 Uhr bis 17 Uhr besetzt. In der übrigen Zeit werden Anrufe nach Port Augusta weitergeleitet.

## Arbeitsweise

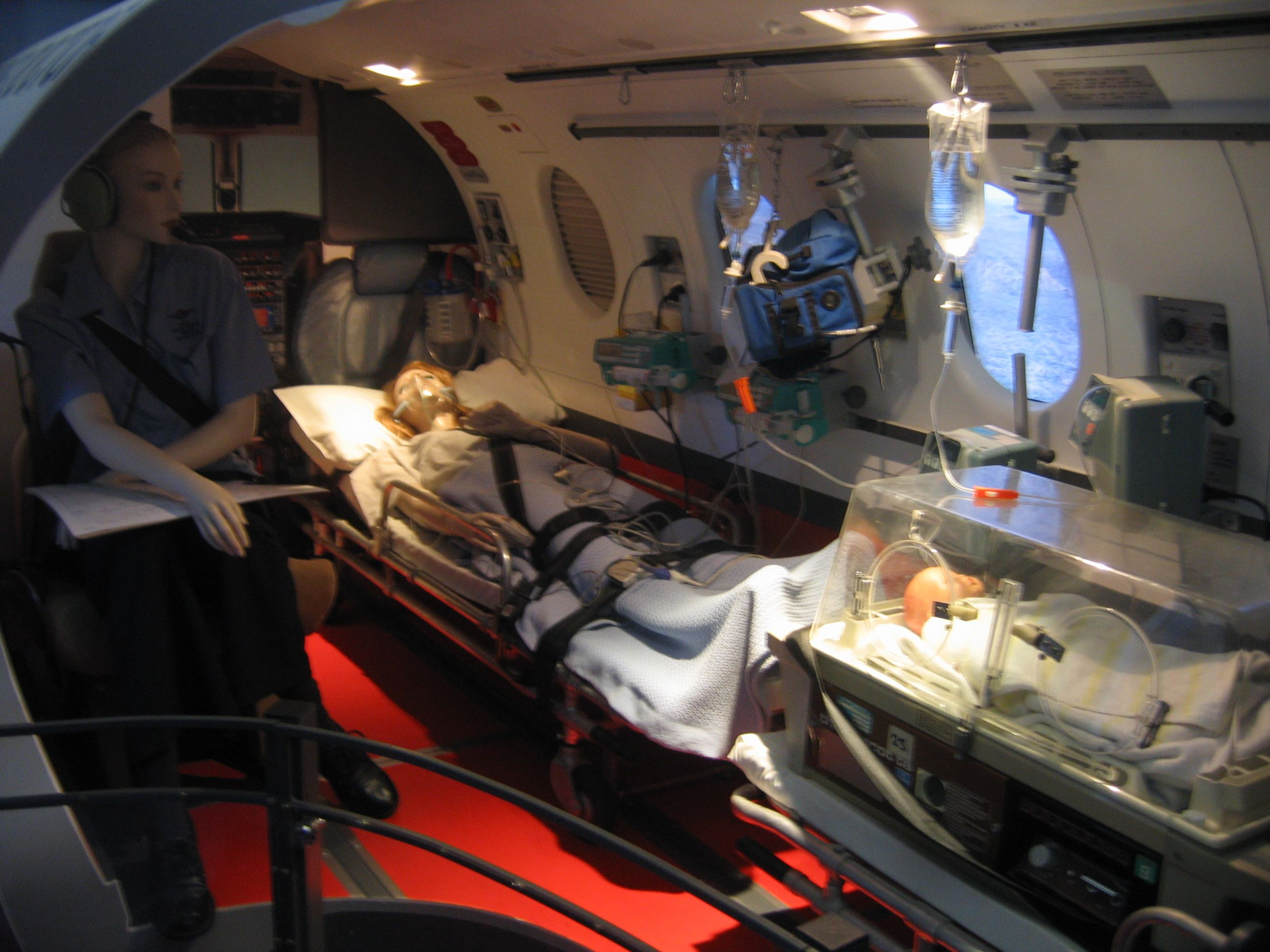
Kabine eines Ambulanzflugzeuges der RFDS (1:1-Modell im Museum Alice Springs)

Der RFDS besitzt etwa 81 Flugzeuge an 21 Standorten mit insgesamt fast 1000 Mitarbeitern. Ärztliche Beratungen erfolgen nach Bedarf. Anrufe per Telefon oder Sprechfunk werden im Kontrollzentrum entgegengenommen und dann bei Bedarf direkt zu einem Arzt zur medizinischen Beratung weitergeleitet. Heute wird der Funk in den meisten Fällen nur noch als Ersatz bei Ausfall des Telefons eingesetzt. Außerhalb der Dienststunden werden die Funkfrequenzen auf Fernbedienung umgeschaltet und auf Anrufe für den Arzt hin abgehört, so dass der Funk 24 Stunden täglich rund um die Uhr für Notrufe in Bereitschaft ist.
Sofern der RFDS Flüge durchführt, ist nur bei Bedarf ein Arzt an Bord. Viele Flüge werden von Pflegern oder Krankenschwestern begleitet. Oft werden nur Medikamente oder Blutkonserven ganz ohne medizinisches Personal transportiert.
Der RFDS hat in vielen abgelegenen Orten und Farmen Boxen mit Medikamenten stationiert. Die Medikamente sind nummeriert, um Missbrauch zu verhindern und bei telefonischen Anweisungen Eindeutigkeit zu wahren. Ein Arzt kann dann im Falle einer medizinischen Beratung per Telefon oder Funk die Nummer des Medikaments angeben, das einzunehmen ist.

## Finanzierung

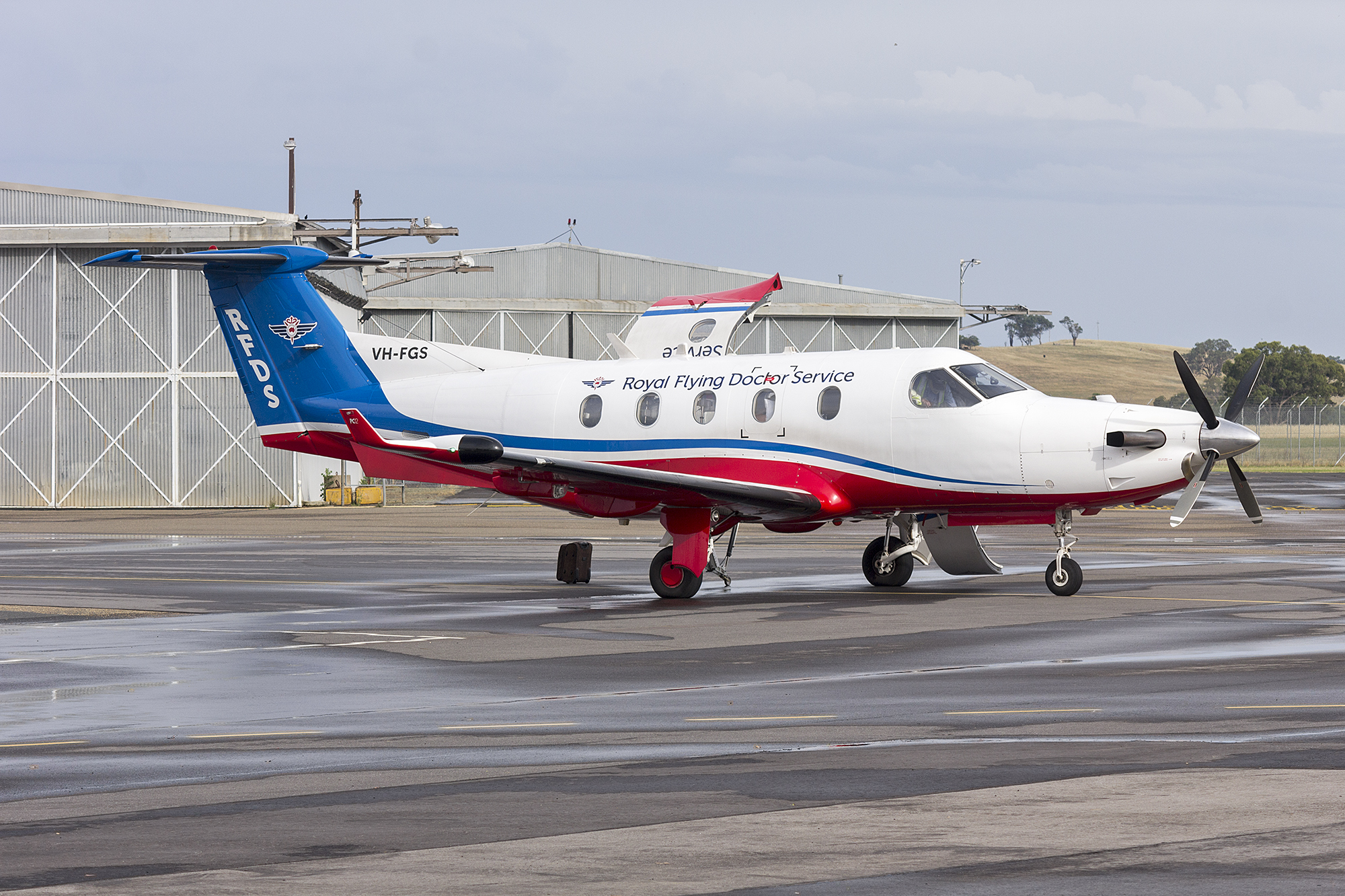
Rund die Hälfte der Flotte sind 32 Flugzeuge vom Typ Pilatus PC-12

Die laufenden Unterhaltungskosten des RFDS werden durch Zuschüsse des Bundes und der Regierung des Northern Territory finanziert. Kosten für den Ersatz von Investitionsausrüstung oder von medizinischen Geräten muss der Dienst selbst decken. Deshalb ist er in starkem Maße auf öffentliche Spenden und andere Aktivitäten, wie z. B. das Besucherzentrum und Café in Alice Springs, angewiesen. Außerdem erzielt er Einnahmen durch die Erstattung der Kosten für medizinische Dienste durch die Versicherungen oder Patienten.
Privatpersonen, die durch Medicare, die australische Krankenversicherung, oder auch durch internationale Versicherungsabkommen auf Gegenseitigkeit versichert sind, brauchen für die Dienste des RFDS nichts zu zahlen, gleichgültig, ob sie im Outback leben, es Durchreisende oder Besucher aus einem anderen Bundesstaat oder dem Ausland sind. Patienten ohne Versicherung müssen jedoch die Kosten der Behandlung selbst bezahlen.